# تياغو فاريا
تياغو فاريا هو لاعب كرة قدم برازيلي في مركز الوسط، ولد في 7 أكتوبر 1981 في بيلو هوريزونتي في البرازيل. لعب مع Sport Benfica e Castelo Branco ‏.